# Монтаньес (линейный корабль)
«Монтанье́с» (исп. SCMB Montañés — «Горец») — испанский двухпалубный 74-пушечный линейный корабль 3-го ранга, построен и спроектирован Хулианом Мартином де Ретамоса (Julián Martín de Retamosa), преемником знаменитого Хосе Ромеро и Ланда.
В XVIII веке Испанцы были очарованы 74-пушечными кораблями. Возможно, самой успешной была новая конструкция Хосе Ромеро и Ланда , класс кораблей назван «San Ildefonso». Один из первых кораблей данного класса, «Монтаньес», представлял собой наивысший уровень совершенства испанской военно-морской архитектуры, когда испанские корабли могли соревноваться с кораблями любого флота во всем мире. 2400 медных пластин на бортах делали его корпус очень прочным. Носовая фигура этого судна — не королевский лев, а горец, в благодарность за финансовый вклад в его строительство, сделанного людьми гор Кантабрии. Строительство корабля было запущено в конце 1792 года в городе Эль-Ферроль (El Ferrol), Испания (область Галисия, провинция Ла-Корунья). «Монтаньес» был спущен на воду 14 мая 1794 году. Его длина составляла 190 футов, ширина — 51 фут, осадка — 26 футов и масса — 1500 тонн. Команда составляла 675 человек.
Вице-адмирал Хосе де Мазарредо говорил о нём так:

«Он шел на ветер как фрегат, управлялся и поворачивал на другой галс как лодка, имел широкую батарею …. был устойчивым во всех положениях, случаях и обстоятельствах».

Можно сказать, что «Монтаньес» был неординарным судном, мог плыть как с попутным ветром, так и без него (при хорошем ветре достигал скорости до 14 узлов), и его пушечные батареи располагались над водой на большем расстоянии, чем у других кораблей .В 1795 году он боролся с 8-ю французскими линейными кораблями (включая один трехпалубный) и 2-х фрегатов в бухте Сан-Фелиу-де-Гишольс, но благодаря своей превосходной скорости,  «Монтаньесу» удалось доплыть до пределов досягаемости береговой артиллерийской батареи, заставив французов прервать погоню.
Корабль принимал участие во многих сражениях, в том числе Кадисском (9 июня 1808 года) и Трафальгарском сражении (21 октября 1805 года), во время которого у него было 76 пушек и 4 каронады с мортирами. После сражения корабль лишился мачт, но добрался до Кадиса, Испания. Командир «Монтаньес», дон Франсиско де Альседо, и его старший помощник, дон Антонио Кастаньос, были убиты. Так же как и один из офицеров. Команда понесла потери 17-ю убитыми и 25-ю раненными. Во время сражения корабль «Нептун» помог отбиться «Монтаньесу» и «Санта-Ане», после того как их отрезали англичане. Далее, все три корабля, вместе отступили к Кадису.
Корабль после сделал несколько рейсов на Канарские, Балеарские острова и в Гавану, прежде чем был потерян 10 марта 1810 года в сильном шторме, сев на мель и затонув возле залива Кадиса, Испания.